# Petri Kontiola
Petri Kontiola (* 4. Oktober 1984 in Seinäjoki) ist ein ehemaliger finnischer Eishockeyspieler, der im Verlauf seiner aktiven Karriere zwischen 2002 und 2024 unter anderem über 450 Spiele für Tappara Tampere, Hämeenlinnan Pallokerho und Tampereen Ilves in der finnischen (SM-)Liiga auf der Position des Centers bestritten hat. Zudem absolvierte Kontiola darüber hinaus über 650 Partien in der Kontinentalen Hockey-Liga (KHL) und bestritt zwölf Begegnungen für die Chicago Blackhawks in der National Hockey League (NHL).

## Karriere

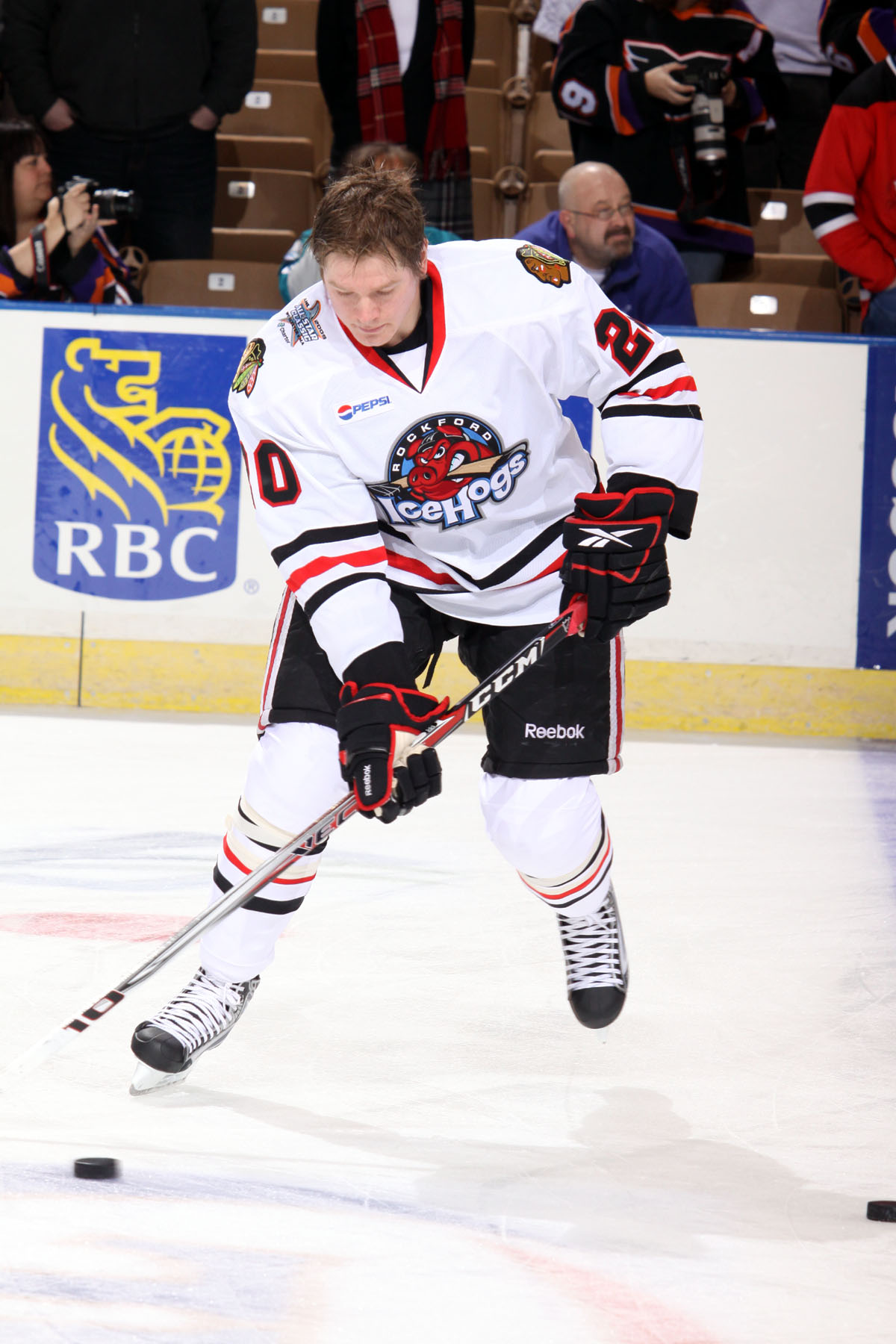
Kontiola im Trikot der Rockford IceHogs (2009)

Petri Kontiola begann seine Karriere als Eishockeyspieler in seiner finnischen Heimat in der Jugend von Tappara Tampere, für dessen Profimannschaft er von 2003 bis 2007 in der SM-liiga aktiv war. Zudem stand der Angreifer in der Saison 2003/04 in sechs Partien für die finnische U20-Nationalmannschaft in der zweitklassigen Mestis auf dem Eis. Im NHL Entry Draft 2004 wurde er in der siebten Runde als insgesamt 196. Spieler von den Chicago Blackhawks ausgewählt.
Für die Blackhawks gab er in der Saison 2007/08 sein Debüt in der National Hockey League, wobei er in zwölf Spielen fünf Tore vorbereitete. Den Großteil seiner Zeit im Franchise der Chicago Blackhawks verbrachte der Finne bei deren Farmteam aus der American Hockey League, den Rockford IceHogs. Am 4. März 2009 wurde Kontiola zusammen mit James Wisniewski im Tausch für Samuel Påhlsson und Logan Stephenson an die Anaheim Ducks abgegeben, für deren AHL-Farmteam, die Iowa Chops, er bis zum Saisonende ausschließlich spielte.
Im Mai 2009 erhielt der Rechtsschütze einen Zweijahresvertrag beim HK Metallurg Magnitogorsk aus der Kontinentalen Hockey-Liga. in der Saison 2010/11 war er mit 47 Scorerpunkten Topscorer von Magnitogorsk, erhielt aber nach Saisonende keine Vertragsverlängerung. Im Mai 2011 wurde Kontiola vom HK Traktor Tscheljabinsk verpflichtet.
Anfang Juli 2014 löste Kontiola seinen Vertrag beim HK Traktor auf und unterschrieb einen Einjahresvertrag bei den Toronto Maple Leafs. Er nahm in der Folge am Trainingslager der Maple Leafs teil, schaffte es aber nicht in den NHL-Kader der Maple Leafs und wurde in die AHL zu den Toronto Marlies geschickt. Im Verlauf der Saison 2014/15 wurde Kontiola nach elf AHL-Spielen ohne Scorerpunkt auf die Waiver-Liste gesetzt und kehrte anschließend in die KHL zurück. Drei Tage später gab der HK Traktor Kontiolas KHL-Rechte an Lokomotive Jaroslawl ab und erhielt im Gegenzug Alexei Krutschinin und Jegor Martynow. Bei Lokomotive erhielt Kontiola einen Vertrag über zwei Jahre Laufzeit.
Nach fünf Spieljahren bei Lokomotive, in denen er über 250 KHL-Partien absolvierte, verließ er den klub nach der Saison 2018/19 und erhielt im Mai 2019 einen Einjahresvertrag bei Jokerit. Im August 2020 kehrte Kontiola in die heimische finnische Liga zurück, nachdem er sich Hämeenlinnan Pallokerho anschloss. Dort verbrachte er eine Saison, in der er zahlreiche individuelle Auszeichnungen erhielt. Anschließend stand er zwischen 2021 und 2023 zwei Spielzeiten bei Tampereen Ilves unter Vertrag. Zur Saison 2023/24 kehrte der Stürmer zu seinem Ausbildungsverein Tappara zurück, wo er seine aktive Karriere im Sommer 2024 auch beendete.

### International

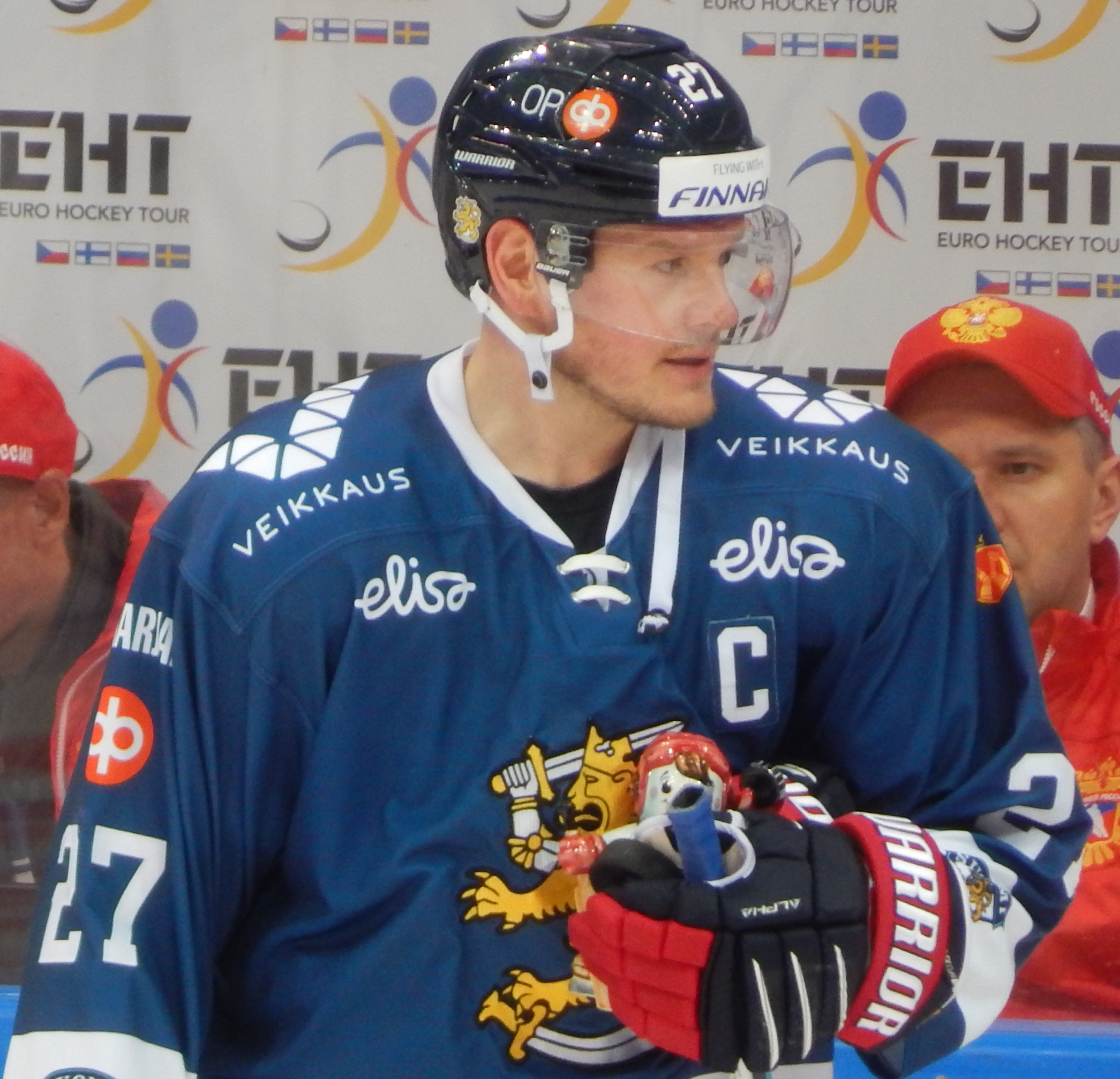
Kontiola als Mannschaftskapitän Finnlands bei der Euro Hockey Tour (2017)

Für Finnland nahm Kontiola an der U20-Junioren-Weltmeisterschaft 2004, sowie den Weltmeisterschaften 2007, 2010, 2012, 2013, 2014, 2015 und 2021 teil. In den Jahren 2007, 2014 und 2021 wurde er mit dem Team jeweils Vizeweltmeister.
Bei der Weltmeisterschaft 2013 in Stockholm und Helsinki wurde er mit insgesamt 16 Punkten Topscorer des Turniers. Zudem wurde er als bester Stürmer des Turniers ausgezeichnet und in das All-Star-Team gewählt. Bei den Olympischen Winterspielen 2014 im russischen Sotschi gewann er mit der finnischen Nationalmannschaft die Bronzemedaille. Vier Jahre später bei den Olympischen Winterspielen 2018 im südkoreanischen Pyeongchang gehörte er ebenfalls zum Aufgebot.

## Erfolge und Auszeichnungen
| - 2004 Finnischer U20-Meister mit Tappara Tampere - 2006 Bester Vorlagengeber der SM-liiga-Hauptrunde - 2009 Teilnahme am AHL All-Star Classic - 2011 Teilnahme am KHL All-Star Game - 2013 Topscorer der KHL-Playoffs - 2013 Bester Torschütze der KHL-Playoffs | - 2021 Bester Vorlagengeber der Liiga-Hauptrunde - 2021 Kultainen kypärä - 2021 Veli-Pekka-Ketola-Trophäe - 2021 Liiga All-Star-Team - 2022 Liiga-Spieler des Monats Dezember |

### International
| - 2004 Bronzemedaille bei der U20-Junioren-Weltmeisterschaft - 2007 Silbermedaille bei der Weltmeisterschaft - 2013 Topscorer der Weltmeisterschaft - 2013 Bester Torschütze der Weltmeisterschaft - 2013 Bester Stürmer der Weltmeisterschaft | - 2013 All-Star-Team der Weltmeisterschaft - 2014 Bronzemedaille bei den Olympischen Winterspielen - 2014 Silbermedaille bei der Weltmeisterschaft - 2021 Silbermedaille bei der Weltmeisterschaft |

## Karrierestatistik

### International
Vertrat Finnland bei:
| - U20-Junioren-Weltmeisterschaft 2004 - Weltmeisterschaft 2007 - Weltmeisterschaft 2010 - Weltmeisterschaft 2012 - Weltmeisterschaft 2013 | - Olympischen Winterspielen 2014 - Weltmeisterschaft 2014 - Weltmeisterschaft 2015 - Olympischen Winterspielen 2018 - Weltmeisterschaft 2021 |

(Legende zur Spielerstatistik: Sp oder GP = absolvierte Spiele; T oder G = erzielte Tore; V oder A = erzielte Assists; Pkt oder Pts = erzielte Scorerpunkte; SM oder PIM = erhaltene Strafminuten; +/− = Plus/Minus-Bilanz; PP = erzielte Überzahltore; SH = erzielte Unterzahltore; GW = erzielte Siegtore; 1 Play-downs/Relegation; Kursiv: Statistik nicht vollständig)